# Открытие Мисти Бетховен
«Открытие Мисти Бетховен» (англ. The Opening of Misty Beethoven) — американский порнографический комедийный фильм 1976 года. Выпущен с довольно большим бюджетом и снят в тщательно продуманных местах в Париже, Нью-Йорке и Риме с музыкальным сопровождением и многим обязан режиссёру Рэдли Мецгеру (в титрах под именем «Генри Пэрис»). По словам отмеченного наградами писателя Тони Бентли (Toni Bentley), «Открытие Мисти Бетховен» считается «жемчужиной короны» эпохи порношика (1969–1984).

## Сюжет
Сюжет основан на пьесе Джорджа Бернарда Шоу «Пигмалион» и производном от неё мюзикле «Моя прекрасная леди». Фильм повествует о сексологе, который пытается превратить дешевую уличную проститутку в богиню страсти. Пока он готовит пациентку к соблазнению художника-гея (Кейси Донован), у неё появляются чувства к доктору. В фильме Генри Хиггинс из «Пигмалиона» заменён доктором Сеймуром Лавом, сексологом, которого играет Джейми Гиллис. Элиза Дулитл (из «Пигмалиона») становится Долорес «Мисти» Бетховен, которую играет Констанс Мани, а полковник Пикеринг становится Джеральдин Рич, которую играет Жаклин Бодан. На протяжении фильма Мисти достигает «подъёма» больше, чем надеялись Лав и Рич, а затем уходит, как в пьесе Джорджа Бернарда Шоу. Однако в фильме Мисти возвращается, берёт на себя роль доктора Лав и управляет «школой». Доктор Лав присутствует, но находится в очень зависимом положении. Ясно, что к этому времени за всё отвечает Мисти.

## В ролях
- Констанс Мани — Мисти Бетховен
- Джеми Гиллис — доктор Сеймур Лав

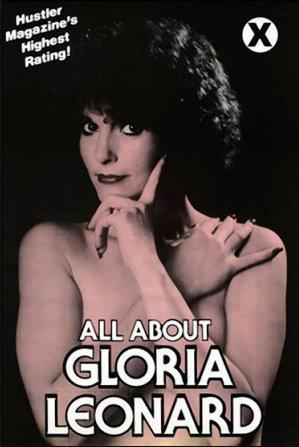
Глория Леонард

- Кэлвин Калвер (aka Кейси Донован) — Жак Бодан, арт-дилер
- Jacqueline Beudant — Джеральдин Рич
- Глория Леонард — Барбара Лейман
- Терри Холл — Таня

## Факты
Фильм вышел в период «Золотого века порно» (начавшегося с выходом в 1969 году «Грустного кино» Энди Уорхола) в США; когда фильмы для взрослых только начинали выходить повсеместно, они публично обсуждались знаменитостями (такими как Джонни Карсон и Боб Хоуп) и всерьёз воспринимались кинокритиками (такими как Роджер Эберт).
Большинство фильмов, снятых в эпоху порношика, имели минимум сюжетной линии. Сюжет «Мисти» более продуман, чем у большинства; он основан непосредственно на пьесе Джорджа Бернарда Шоу «Пигмалион», а также на бродвейском и голливудском успехе мюзикла «Моя прекрасная леди». Некоторые историки считают, что «Открытие Мисти Бетховен» достигает мейнстримного уровня в сюжетной линии и декорациях. Писатель Тони Бентли назвал фильм «жемчужиной короны» эпохи порношика. Фильм также сатирический, он включает много комических жестов и диалогов, добавленных специально для создания юмористического эффекта. Он включает в себя первую роль Марка Марголиса.  «Открытие Мисти Бетховен» стал первым широко изданным порнофильмом, показавшим пеггинг мужчины женщиной.
Итальянское издание Noctuno — расширенная версия Мисти Бетховен с кадрами, не показанными в оригинальном фильме. Некоторые дополнительные кадры были использованы в фильмах «Радио Барбары» (эпизод со связыванием Мисти) и «Maraschino Cherry» (Мисти с матадором). Все остальные вырезанные сцены можно найти на дополнении к DVD Distribpix Misty Beethoven. Вначале фильм был отклонен для британского кинопроката Британским советом по классификации фильмов (BBFC) и выпущен в сильно отредактированном виде с дополнительным 1 мин 55 сек сокращений цензуры в 1983 году. Полная хардкор-версия без цензуры была принята BBFC с рейтингом R18 в 2005 году. По слухам, полная необрезанная версия была выпущена в США на Laser Disc компанией Lorimar Home Video. Также говорится, что Laser Disc Print имеет длительность 87 минут и соотношение 1:33. В софткорную версию добавлено несколько сцен, чтобы заполнить время. Среди них: слуги, веселящиеся на итальянской вилле в костюмах пещерных людей, Лоуренс и Барбара, смотрящие Коджака по телевизору, Мисти и Джеральдин вместе в ванне и партнерша сигарного парня в самолёте, разговаривающая с удручённым Сеймуром Лавом.

## Ремастеринг
В 2012 году DistribPix курировал полную реставрацию фильма при полном сотрудничестве режиссёра. Результатом стал ограниченный показ в кинотеатрах, но главным итогом проекта стала первая в истории официальная версия для DVD и Blu-ray. Кроме того, был выпущен полностью аннотированный CD-саундтрек. Ранее был выпущен список музыки из саундтрека к фильму.

## Премии
Награды Американской ассоциации взрослых фильмов (AFAA):
- Лучшая картина[14][15][16]
- Лучший режиссёр — Рэдли Мецгер («Генри Пэрис»)[14][15][16]
- Лучший актёр — Джейми Гиллис[3][17]
- Лучший сценарий — Рэдли Мецгер («Джейк Барнс»)[16]
- Лучший монтаж (Бонни Каррин)[15][18]

### Другие награды
- 2002 AVN Awards — «Лучший классический DVD»[19]
- Фильм одним из первых был включён в Зал славы XRCO[20].

## Саундтрек
| №  | Название               | Artist          | Длительность |
| -- | ---------------------- | --------------- | ------------ |
| 1. | «Bourbon»              | Brian Bennett   | 3:36         |
| 2. | «Confunktion»          | Dave Richmond   | 4:37         |
| 3. | «Glass Tubes»          | Brian Bennett   | 3:22         |
| 4. | «Giovane Flirt»        | AAlessandroni   | 3:26         |
| 5. | «Ippica / Going Great» | Franco Bonfanti | 2:28         |
| 6. | «Heat Haze»            | John Cameron    | 2:52         |

| №   | Название                | Artist            | Длительность |
| --- | ----------------------- | ----------------- | ------------ |
| 7.  | «Mighty Atom»           | Steve Gray        | 2:54         |
| 8.  | «Rebel»                 | John Moran        | 4:09         |
| 9.  | «Teorema»               | Brian Bennett     | 2:08         |
| 10. | «The Fuzz»              | Duncan Lamont     | 2:40         |
| 11. | «William Tell Overture» | Джоаккино Россини | 3:44         |

## Ремейк
В 2004 году был выпущен музыкальный римейк Misty Beethoven: The Musical!. В фильме снялись Сансет Томас, Рэнди Спирс, Джули Медоуз, Азия Каррера, Хлоя, Дейв Каммингс, Майк Хорнер, Эван Стоун и Тайс Бьюн (Tyce Bune). Режиссёром выступила Вероника Харт. Фильм получил премию XRCO Award 2004 года в номинации «лучшая комедия или пародия» и премию AVN Awards 2005 года в категории «лучшая секс-комедия».